# HD 128311 b
HD 128311 b es un planeta extrasolar que se encuentra aproximadamente a 54 años luz, en la constelación de Bootes. Este planeta orbita a una distancia de 1,1 UA de su estrella (HD 128311). El planeta tiene una masa mínima de 2,19 masas jovianas.